# روب غرونكوسكي

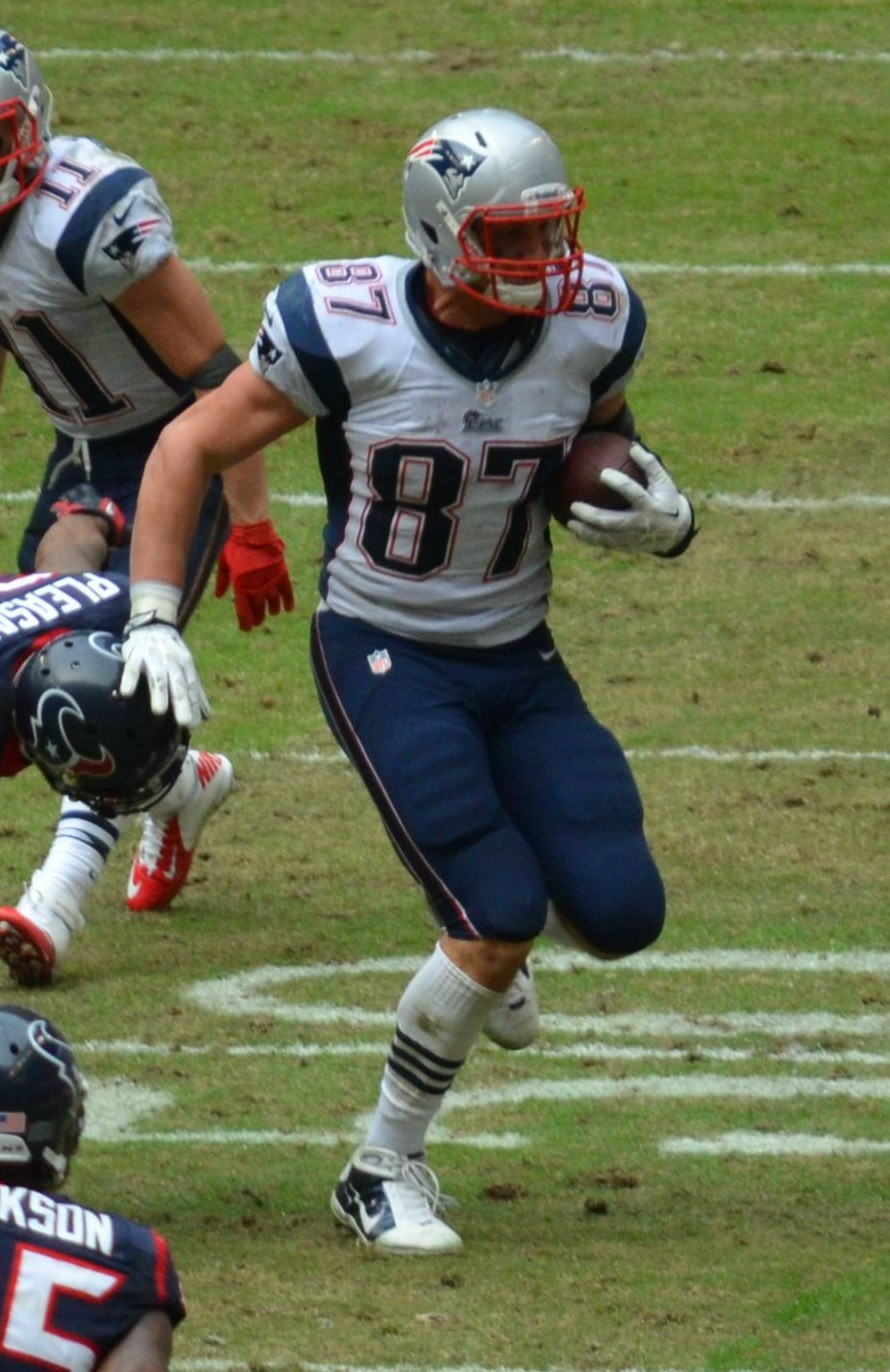
روب سنة 2013م

روب غرونكوسكي (بالإنجليزية: Rob Gronkowski) ، واسمه الكامل روبرت باكسون غرونكوسكي، من مواليد 14 مايو سنة 1989م، وهو لاعب كرة قدم أمريكي محترف، حصل على عدد من السجلات التاريخية، ومن بينها جاهزة أفضل لاعب شاب في مباراته مع بيتسبرغ ستليرز سنة 2010م.